# Będargowiec
Będargowiec [bɛndarˈɡɔvjɛt͡s] es un pueblo en el distrito administrativo de Gmina Pełczyce, dentro del Condado de Choszczno, Voivodato de Pomerania Occidental, en el norte de Polonia occidental. Se encuentra aproximadamente a 7 kilómetros al sureste de Pełczyce, a 18 kilómetros al sur de Choszczno, y a 71 kilómetros al sureste de la capital regional Szczecin.
Antes de 1945, el área era parte de Alemania. Para la historia de la región, véase Historia de Pomerania.